# مارتن غالفن
مارتن غالفن (بالإنجليزية: Martin Galvin)‏ هو شاعر أمريكي، ولد في 21 فبراير 1937 في Mount Airy, Philadelphia ‏ في الولايات المتحدة.